# منفلوط (مركز)
مركز منفلوط، مركز إداري مصري. يقع في محافظة أسيوط الواقعة في جمهورية مصر العربية. القاعدة الإدارية للمركز هي مدينة منفلوط.